# Vuelta a Castilla y León 2010
La Vuelta a Castilla y León 2010, venticinquesima edizione della corsa, si svolse dal 14 al 18 aprile su un percorso di 713 km ripartiti in 5 tappe, con partenza a Belorado e arrivo a Santiago di Compostela. Fu vinta dallo spagnolo Alberto Contador della Astana davanti ai suoi connazionali Igor Antón Hernández e Ezequiel Mosquera.

## Tappe
| Tappa  | Data      | Percorso                       | km    | Vincitore di tappa   | Leader cl. generale  |
| ------ | --------- | ------------------------------ | ----- | -------------------- | -------------------- |
| 1ª     | 14 aprile | Belorado > Burgos              | 157,7 | Theo Bos             | Theo Bos             |
| 2ª     | 15 aprile | Burgos > Carrión de los Condes | 209,9 | Theo Bos             | Theo Bos             |
| 3ª     | 16 aprile | León > Alto de El Morredero    | 158,8 | Igor Antón Hernández | Igor Antón Hernández |
| 4ª     | 17 aprile | Ponferrada > Ponferrada        | 15,1  | Alberto Contador     | Alberto Contador     |
| 5ª     | 18 aprile | Samos > Santiago di Compostela | 171,6 | Sérgio Ribeiro       | Alberto Contador     |
| Totale | Totale    | Totale                         | 713   |                      |                      |

## Dettagli delle tappe

### 1ª tappa
- 14 aprile: Belorado > Burgos – 157,7 km

| Pos. | Corridore     | Squadra   | Tempo    |
| ---- | ------------- | --------- | -------- |
| 1    | Theo Bos      | Cervélo   | 3h52'08" |
| 2    | Graeme Brown  | Rabobank  | s.t.     |
| 3    | Pablo Urtasun | Euskaltel | s.t.     |

| Pos. | Corridore     | Squadra   | Tempo    |
| ---- | ------------- | --------- | -------- |
| 1    | Theo Bos      | Cervélo   | 3h52'08" |
| 2    | Graeme Brown  | Rabobank  | s.t.     |
| 3    | Pablo Urtasun | Euskaltel | s.t.     |

### 2ª tappa
- 15 aprile: Burgos > Carrión de los Condes – 209,9 km

| Pos. | Corridore    | Squadra     | Tempo    |
| ---- | ------------ | ----------- | -------- |
| 1    | Theo Bos     | Cervélo     | 4h45'55" |
| 2    | Graeme Brown | Rabobank    | s.t.     |
| 3    | Vicente Grau | Burgos 2016 | s.t.     |

| Pos. | Corridore     | Squadra   | Tempo    |
| ---- | ------------- | --------- | -------- |
| 1    | Theo Bos      | Cervélo   | 8h38'03" |
| 2    | Graeme Brown  | Rabobank  | s.t.     |
| 3    | Pablo Urtasun | Euskaltel | s.t.     |

### 3ª tappa
- 16 aprile: León > Alto de El Morredero – 158,8 km

| Pos. | Corridore            | Squadra          | Tempo    |
| ---- | -------------------- | ---------------- | -------- |
| 1    | Igor Antón Hernández | Euskaltel        | 4h07'09" |
| 2    | Mauricio Soler       | Caisse d'Epargne | a 13"    |
| 3    | Alberto Contador     | Astana           | s.t.     |

| Pos. | Corridore            | Squadra         | Tempo     |
| ---- | -------------------- | --------------- | --------- |
| 1    | Igor Antón Hernández | Euskaltel       | 12h45'12" |
| 2    | Alberto Contador     | Astana          | a 13"     |
| 3    | Ezequiel Mosquera    | Xacobeo Galicia | s.t.      |

### 4ª tappa
- 17 aprile: Ponferrada > Ponferrada – 15,1 km

| Pos. | Corridore            | Squadra    | Tempo  |
| ---- | -------------------- | ---------- | ------ |
| 1    | Alberto Contador     | Astana     | 20'30" |
| 2    | Janez Brajkovič      | RadioShack | a 33"  |
| 3    | Igor Antón Hernández | Euskaltel  | a 54"  |

| Pos. | Corridore            | Squadra         | Tempo     |
| ---- | -------------------- | --------------- | --------- |
| 1    | Alberto Contador     | Astana          | 13h05'55" |
| 2    | Igor Antón Hernández | Euskaltel       | a 41"     |
| 3    | Ezequiel Mosquera    | Xacobeo Galicia | a 1'20"   |

### 5ª tappa
- 18 aprile: Samos > Santiago di Compostela – 171,6 km

| Pos. | Corridore            | Squadra      | Tempo    |
| ---- | -------------------- | ------------ | -------- |
| 1    | Sérgio Ribeiro       | Barbot-Siper | 3h50'06" |
| 2    | José Alberto Benítez | Footon       | s.t.     |
| 3    | Angel Vicioso Arcos  | Andalucia    | s.t.     |

| Pos. | Corridore            | Squadra         | Tempo     |
| ---- | -------------------- | --------------- | --------- |
| 1    | Alberto Contador     | Astana          | 16h56'01" |
| 2    | Igor Antón Hernández | Euskaltel       | a 41"     |
| 3    | Ezequiel Mosquera    | Xacobeo Galicia | a 1'20"   |

## Classifiche finali

### Classifica generale
| Pos. | Corridore                | Squadra           | Tempo     |
| ---- | ------------------------ | ----------------- | --------- |
| 1    | Alberto Contador         | Astana            | 16h56'01" |
| 2    | Igor Antón Hernández     | Euskaltel-Euskadi | a 41"     |
| 3    | Ezequiel Mosquera        | Xacobeo Galicia   | a 1'20"   |
| 4    | Janez Brajkovič          | Team RadioShack   | a 1'30"   |
| 5    | David Bernabéu           | Barbot-Siper      | a 2'30"   |
| 6    | Javier Moreno Bazán      | Andalucia-Cajasur | a 2'51"   |
| 7    | Tiago José Pinto Machado | Team RadioShack   | s.t.      |
| 8    | Stefan Denifl            | Cervélo TestTeam  | a 2'58"   |
| 9    | Denis Men'šov            | Rabobank          | a 3'06"   |
| 10   | José Luis Rubiera Vigil  | Team RadioShack   | a 3'17"   |